# Paul Walker
Paul William Walker IV (Glendale, 12 de setembre de 1973 - Santa Clarita, 30 de novembre de 2013) fou un actor estatunidenc que saltà a la fama en protagonitzar la The Fast and the Furious (2001) i les seves seqüeles, a més d'actuar en pel·lícules com Joy Ride, La prova del crim i l'aclamada per la crítica Eight Below.

## Biografia

### Inicis
Paul Walker va néixer a Glendale, però es crià a la Vall de San Fernando, a Los Angeles. Fill de Paul Walker III (un contractista de clavegueram) i Cheryl Crabtree (una ex-model), és el segon de cinc germans (tres germans i dues germanes). Walker fou criat com a mormó, graduant-se del Village Christian School. Després de l'escola secundària assistí a diversos col·legis de la comunitat per obtenir el graduat i treure's la carrera de biologia marina.

### Carrera
Walker començà la seva carrera a la pantalla petita sent molt petit, quan va protagonitzar un anunci de televisió per a Pampers. I és que no és estrany, sent fill d'una model, que només amb dos anys ja fos habitual veure'l als càstings de models. El 1985 començà la seva carrera a la televisió, aconseguint papers a Highway to Heaven, Who's the Boss?, The Young and the Restless i Touched By an Angel.
La carrera cinematogràfica de Walker s'inicia el 1987, amb el film d'horro-comèdia Monster in the Closet. Continuà amb papers en moltes altres pel·lícules sense gaire èxit. No fou fins al 1998 quan Walker feu el seu debut al llargmetratge Meet the Deedles, que finalment va valdre-li la fama. Això donà lloc posteriorment al seu creixement com a actor i la possibilitat d'obtenir els papers a pel·lícules com Pleasantville, Varsity Blues, She's All That i The Skulls.

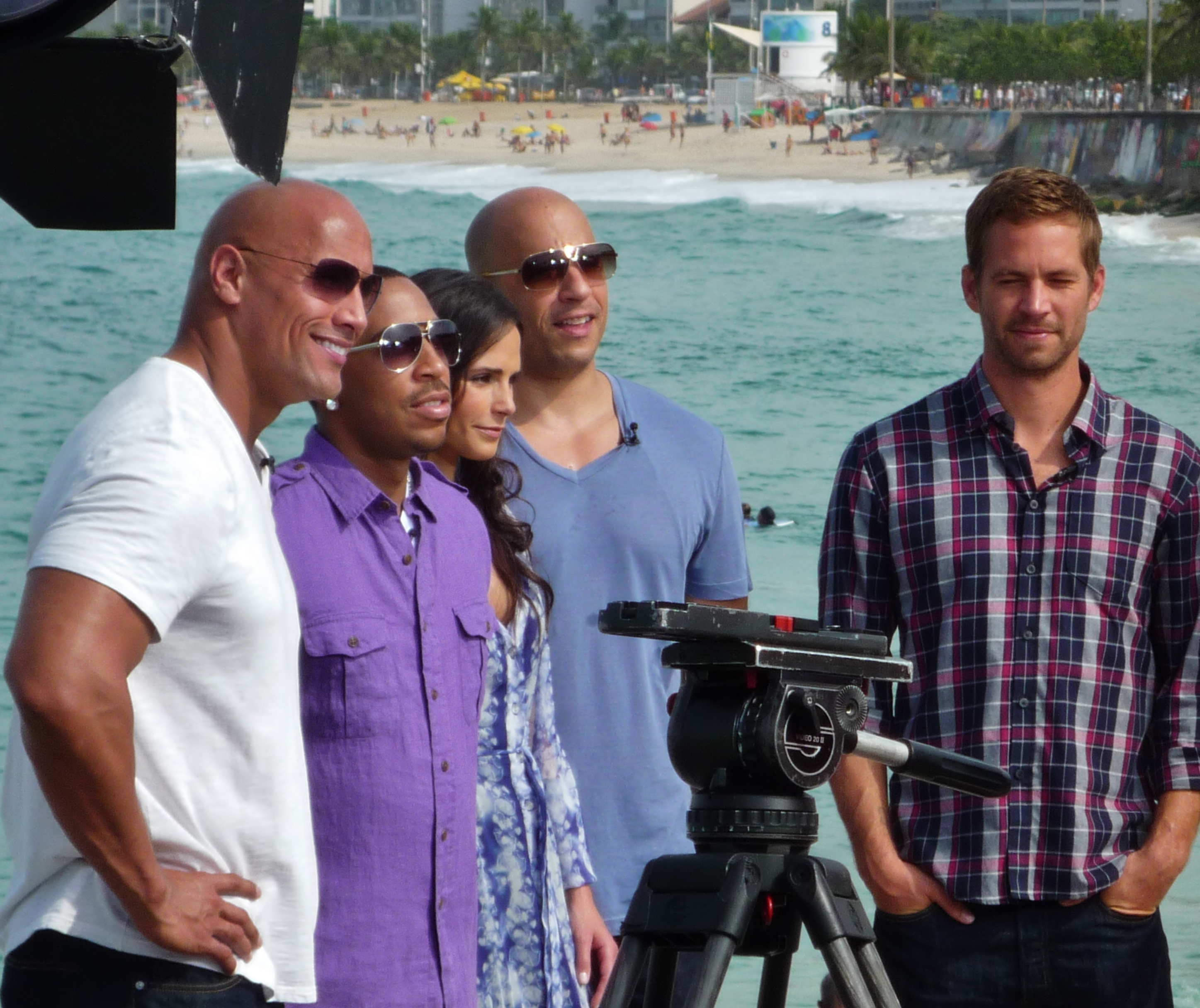
Paul Walker amb Dwayne Johnson, Ludacris, Jordana Brewster i Vin Diesel el 2011

El 2001 Walker va atènyer la fama quan protagonitzà juntament amb Vin Diesel el film d'acció The Fast and the Furious. El film convertí Paul en una superestrella, tant per la crítica com pel públic general. El seu personatge de Brian O'Connor tornà el 2003 a la seqüela 2 Fast 2 Furious i a l'acabada d'estrenar Fast and Furious (2009). A més de la saga The Fast and the Furious ha actuat a Joy Ride, Into the Blue i Timeline. I també va tenir un paper secundari a l'adaptació de Banderes dels nostres pares el 2006.
A més de les The Fast and the Furious Walker ha estat reconegut pel film-thriller Running Scared i Eight Below de Walt Disney Pictures, estrenada el 2006. Eight Below obtingué l'aclamació crítica i oberta al primer lloc a la taquella, guanyant més de 20 milions de dòlars americans durant el seu primer cap de setmana. Durant la filmació de Running Scared el director Wayne Kramer declarà que: «[Walker] aquest tipus està en un altre nivell, però ell no és així realment» quan comparen Walker amb el seu personatge al film: Joey Gazelle. Kramer continuà dient «m'agrada treballar amb ell [amb Walker] perquè és com un director completament, recolza la meva visió del que és la pel·lícula. I encara millor, és completament part del joc».
També protagonitzà la pel·lícula independent The Lazarus Project que fou estrenada en DVD el 21 d'octubre del 2008.
S'anuncià que Paul Walker juntament amb Matt Dillon i Hayden Christensen protagonitzarien el film de crim i drama Bone Deep, les filmacions per aquesta pel·lícula començaren a principis del setembre del 2008.

### Mort

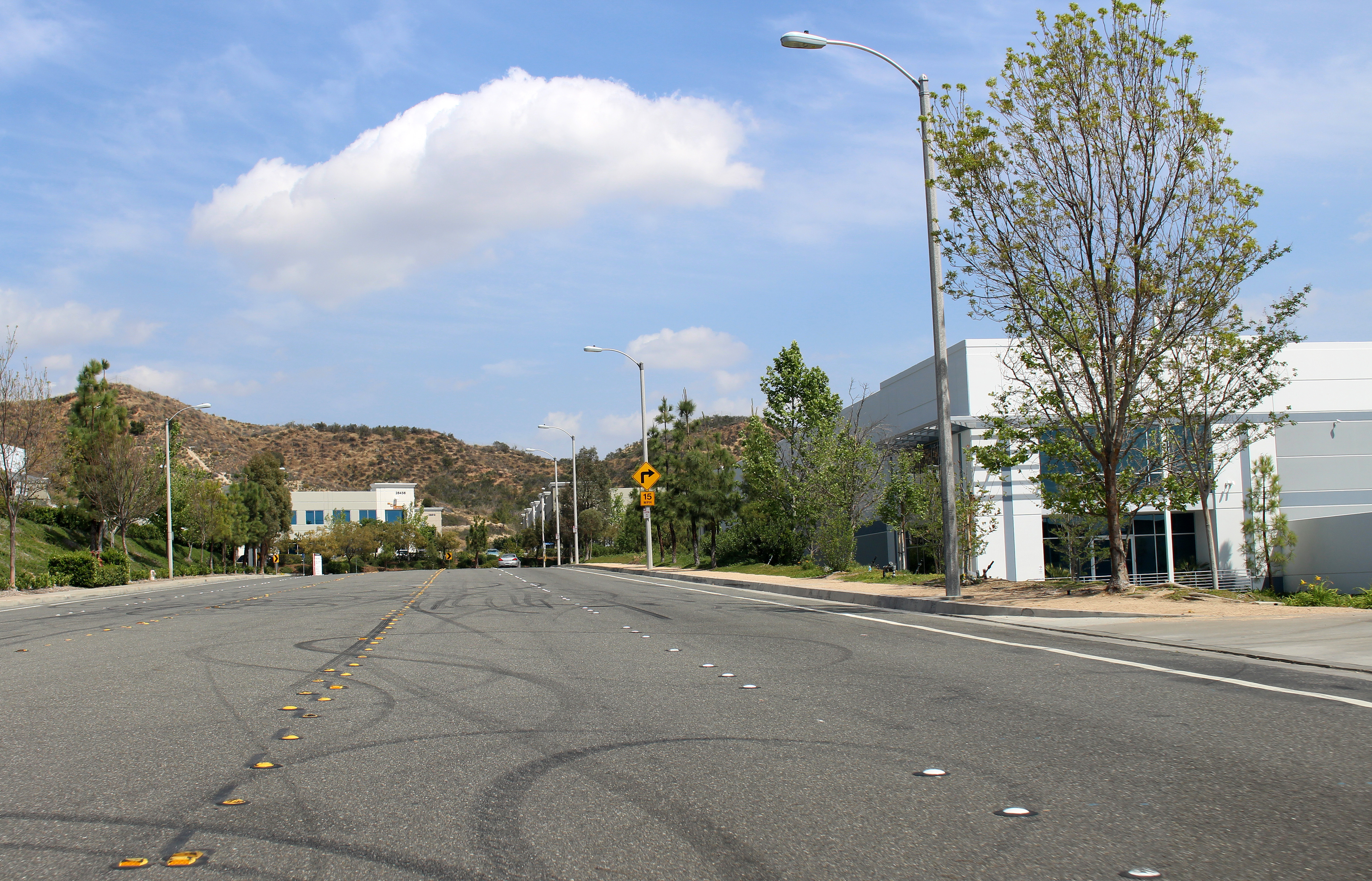
Foto de la carretera on el cotxe s'ha estavellat i després es va incendiar

El 30 de novembre de 2013 a les 15:30 PDT, Walker, de 40 anys, i Roger Rodas, de 38, tornaven d'un esdeveniment benèfic, el Walker Reach Out Worldwide per a les víctimes del tifó Haiyan, amb Rodas conduint el seu Porsche Carrera GT. En una zona de límit de velocitat de 45 milles per hora (72 km/h) al carrer Hercules a prop de Kelly Johnson Parkway a València, Santa Clarita, Califòrnia, el cotxe es va estavellar contra un fanal de formigó i dos arbres i es va incendiar. Rodas va morir de múltiples traumes, mentre que Walker va morir pels efectes combinats de traumes i cremades. Els dos cossos van ser completament cremats per les flames, però el seu reconeixement va ser possible.
No es van trobar alcohol ni cap altra droga en els cossos de cap d'ells; ni la fallada mecànica ni les condicions de la carretera semblaven tenir un paper important. La policia no va trobar proves d'una cursa de cotxes il·legal. La investigació va concloure que la velocitat del cotxe era d'entre 80 mph (130 km/h) i 93 mph (150 km/h), cosa que, combinada amb un desgast excessiu dels pneumàtics, va ser el principal motiu de l'accident.
Amb el rodatge de Fast & Furious 7 en marxa en el moment de la mort de Walker, Universal va anunciar una pausa indeterminada en la producció, citant el desig de parlar amb la família abans de decidir què fer amb la pel·lícula.

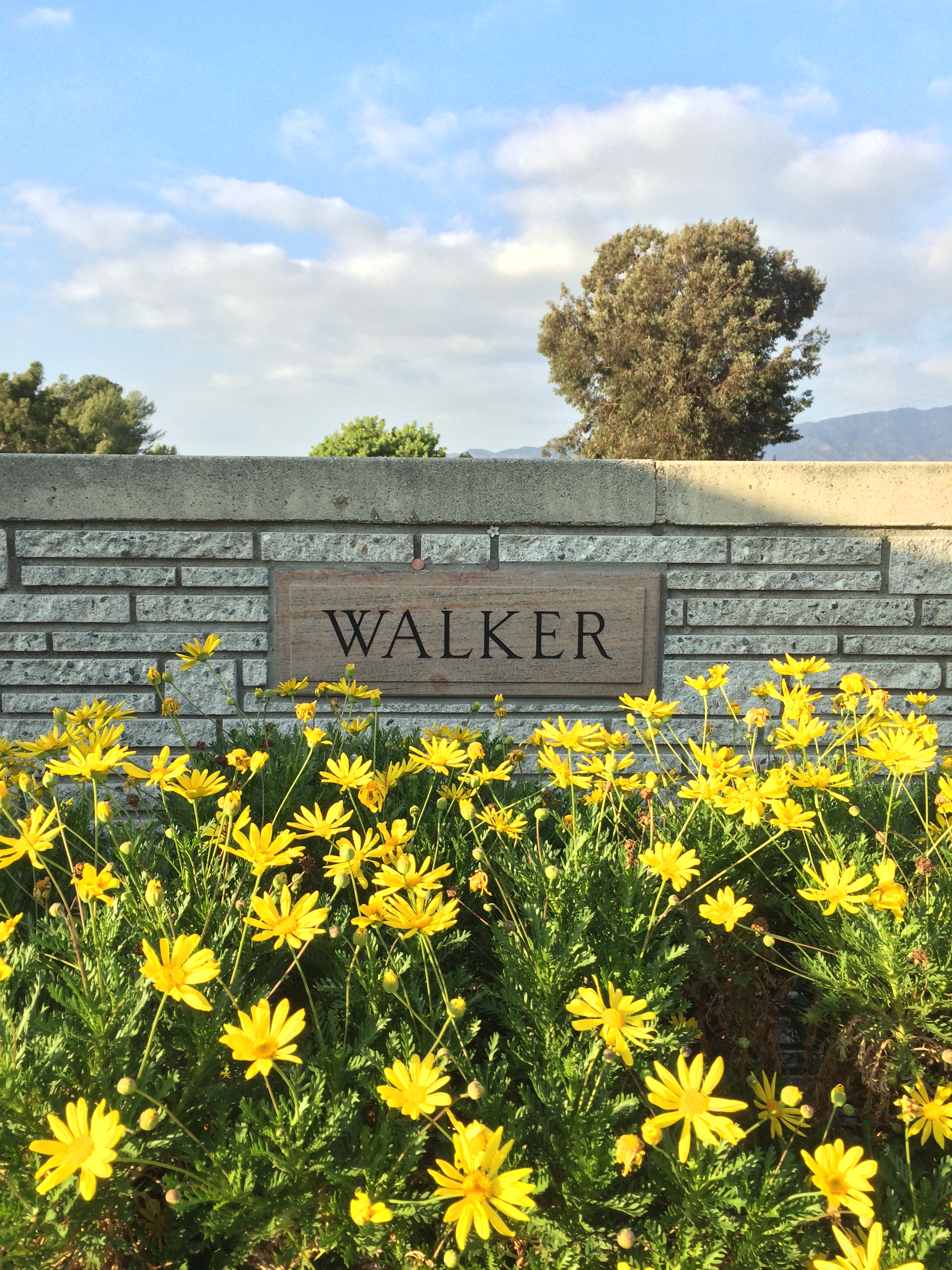
La tomba de Paul Walker

Nombrosos amics i estrelles de cinema van retre homenatge a Walker a les xarxes socials. El seu cos va ser cremat i les seves cendres van ser enterrades en una cerimònia no confesional al Forest Lawn Memorial Park (Hollywood Hills).

### Demandes
El setembre de 2015, la filla de Walker, Meadow, va presentar una demanda contra Porsche per la mort del seu pare. Tanmateix, Porsche va negar qualsevol delicte i va culpar el mateix Walker, dient: "Els perills i el risc per a ell eren clars, evidents i coneguts, i va optar per comportar-se d'una manera que s'exposava a aquests riscos i perills i, per tant, va assumir tota la responsabilitat que implicava. a l'ús del vehicle".
L'abril de 2016, el jutge del tribunal de districte dels EUA Philip Gutierrez va donar la decisió a favor de Porsche en una demanda separada presentada per la vídua de Roger Rodas, Kristine. La sentència no tenia cap relació amb altres dos casos contra Porsche que van ser presentats pel pare de Walker, que també és marmessor de la finca de l'actor, i la seva filla. El pare i la filla de Walker van arribar a un acord definitiu amb Porsche.

## Vida personal
Paul, qui fou nominat per la revista People com una de les persones més formoses del 2001, vivia a Santa Bàrbara (Califòrnia) amb la seva xicota. La seva filla, Meadow Rain (nascuda el 1998) viu al Hawaii amb la seva mare, l'ex-xicota d'en Walker. Ell era un àvid surfista i estudià arts marcials de la manera Brazilian Jiu-Jitsu i boxa tailandesa, combinant-les amb les seves rutines d'exercici, que també incloïen esports a l'aire lliure.

## Filmografia
La seva filmografia és:

### Actor
| Any  | Títol                         | Paper                | Notes               |
| ---- | ----------------------------- | -------------------- | ------------------- |
| 1986 | Monster in the Closet         | "Professor" Bennett  |                     |
| 1994 | Tammy and the T-Rex           | Michael Brock        |                     |
| 1998 | Meet the Deedles              | Phil Deedle          |                     |
| 1998 | Pleasantville                 | Skip Martin          |                     |
| 1999 | Algú com tu                   | Dean Sampson, Jr.    |                     |
| 1999 | Varsity Blues                 | Lance Harbor         |                     |
| 1999 | Brokedown Palace              | Jason                | no acreditat        |
| 2000 | The skulls. Societat secreta  | Caleb Mandrake       |                     |
| 2001 | The Fast and the Furious      | Brian O'Conner       |                     |
| 2001 | Joy Ride                      | Lewis Thomas         |                     |
| 2003 | 2 Fast 2 Furious              | Brian O'Conner       |                     |
| 2003 | Timeline                      | Chris Johnston       |                     |
| 2004 | Contes de Nadal               | Michael "Mike" Riley |                     |
| 2005 | Into the Blue                 | Jared Cole           |                     |
| 2006 | Banderes dels nostres pares   | Hank Hansen          |                     |
| 2006 | Eight Below                   | Jerry Shepard        |                     |
| 2006 | La prova del crim             | Joey Gazelle         |                     |
| 2007 | The Death and Life of Bobby Z | Tim Kearney          |                     |
| 2008 | The Lazarus Project           | Ben Garvey           |                     |
| 2009 | Fast & Furious                | Brian O'Conner       |                     |
| 2010 | Takers                        | John Rahway          |                     |
| 2011 | Fast Five                     | Brian O'Conner       |                     |
| 2013 | Fast & Furious 6              | Brian O'Conner       |                     |
| 2013 | Pawn Shop Chronicles          | Raw Dog              |                     |
| 2013 | Vehicle 19                    | Michael Woods        |                     |
| 2013 | Hours                         | Nolan Hayes          |                     |
| 2014 | Brick Mansions                | Damien Collier       | Alliberament pòstum |
| 2015 | Furious 7                     | Brian O'Conner       | Alliberament pòstum |

| Any       | Títol                      | Paper                     | Notes       |
| --------- | -------------------------- | ------------------------- | ----------- |
| 1987      | Highway to Heaven          | Todd Bryant, Eric Travers | 3 episodis  |
| 1986–1987 | Throb                      | Jeremy Beatty             | 23 episodis |
| 1990      | Charles in Charge          | Russell Davis             | 1 episodi   |
| 1991      | Who's the Boss?            | Michael Haynes            | 1 episodi   |
| 1991      | What a Dummy               | Rick                      | 1 episodi   |
| 1992–1993 | The Young and the Restless | Brandon Collins           |             |
| 1994      | The Boys Are Back          | Jesse Hansen              | 1 episodi   |
| 1994      | Touched by an Angel        | Jonathan                  | 1 episodi   |

### Productor
| Any  | Títol                |
| ---- | -------------------- |
| 2013 | Pawn Shop Chronicles |
| 2013 | Vehicle 19           |